# Kirazdere, Kabadüz
Kirazdere là một xã thuộc huyện Kabadüz, tỉnh Ordu, Thổ Nhĩ Kỳ. Dân số thời điểm năm 2010 là 230 người.